# Micrathyria coropinae
Micrathyria coropinae is een libellensoort uit de familie van de korenbouten (Libellulidae), onderorde echte libellen (Anisoptera).
De soort staat op de Rode Lijst van de IUCN als bedreigd, beoordelingsjaar 2007.
De wetenschappelijke naam Micrathyria coropinae is voor het eerst geldig gepubliceerd in 1963 door Geijskes.